# Třída Göteborg
Třída Göteborg (jinak též třída Spica IV) jsou korvety švédského námořnictva. Plavidla slouží zejména pro hlídkování a ničení hladinových lodí či ponorek. Jako první švédské válečné lodě je pohání vodní trysky. Celkem byly postaveny čtyři jednotky této třídy.
Gävle a Sundsvall byly v 90. letech modernizovány a někdy jsou označovány jako třída Gävle. Zbylá dvě nemodernizovaná plavidla byla vyřazena. V roce 2022 byla dokončena další rozsáhlá modernizace obou korvet.

## Stavba
Původně byla plánována stavba šesti jednotek této třídy, ale ve skutečnosti byly postaveny jen čtyři. Všechny lodě postavila švédská loděnice Karlskronavarvet v Karlskroně. Dodány byly v letech 1990–1993.
Jednotky třídy Göteborg:
| Jméno           | Spuštěna           | Vstup do služby  | Status                                          |
| --------------- | ------------------ | ---------------- | ----------------------------------------------- |
| Göteborg (K21)  | 12. dubna 1989     | 15. února 1990   | Vyřazena. Využívána jako zdroj náhradních dílů. |
| Gävle (K22)     | 12. dubna 1989     | 1. února 1991    | Aktivní.                                        |
| Kalmar (K23)    | 1. listopadu 1990  | 1. září 1991     | Vyřazena. Využívána jako zdroj náhradních dílů. |
| Sundsvall (K24) | 29. listopadu 1991 | 7. července 1993 | Aktivní.                                        |

## Konstrukce

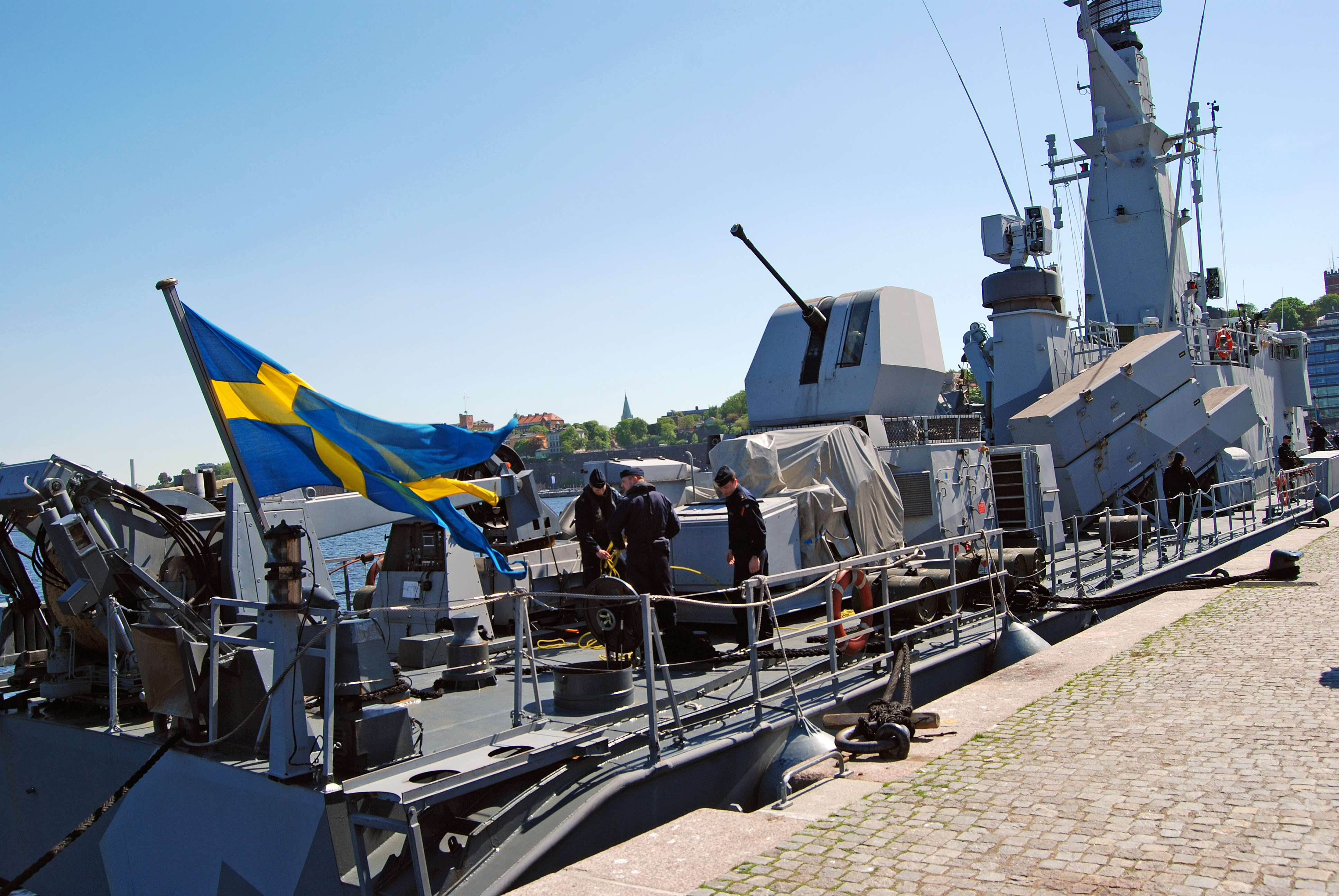
40mm kanón a protilodní střely na zádi korvety Sundsvall (K24)

V příďové dělové věži je umístěn jeden dvouúčelový 57mm kanón Bofors, druhý 40mm kanón Bofors je na zádi. Hlavní údernou výzbroj představuje až osm protilodních řízených střel RBS-15 Mk II s dosahem 70 km. Korvety dále nesou čtyři 400mm torpédomety, ze kterých jsou odpalována protiponorková torpéda a vrhače hlubinným pum Saab ELMA. Čluny jsou vybaveny vlečným sonarem s měnitelnou hloubkou ponoru Thomson-SINTRA. Pohonný systém tvoří tři diesely MTU 16V 396 TB94 a tři vodní trysky KaMeWa. Nejvyšší rychlost dosahuje 30 uzlů.

### Modernizace

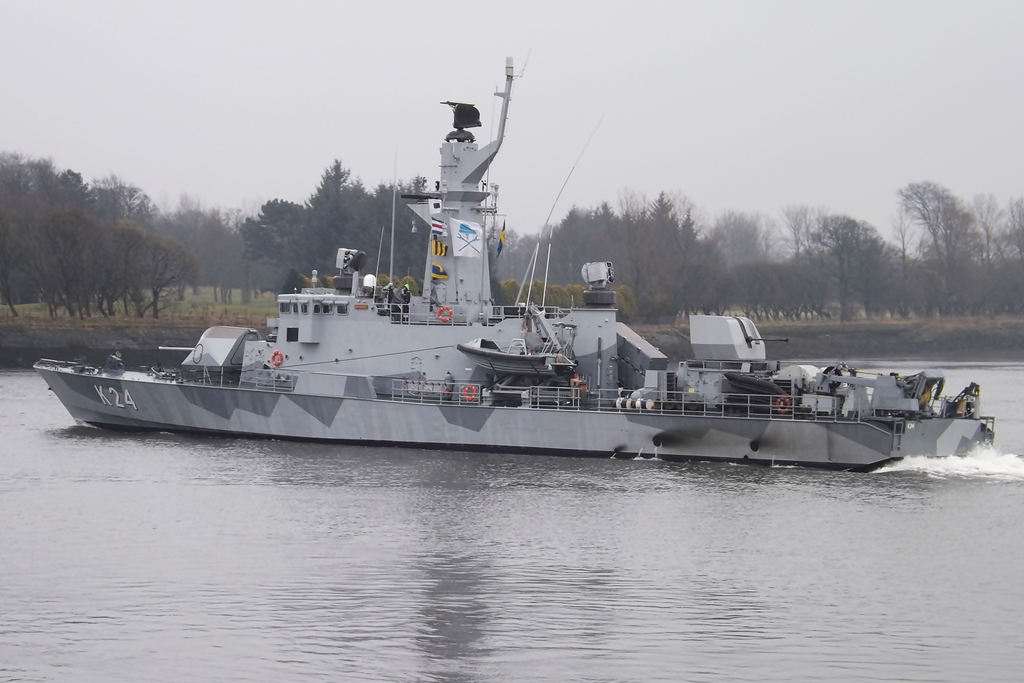
Sundsvall (K24)

Korvety Gävle a Sundsvall byly v 90. letech modernizovány. Od roku 2012 byla Gävle odstavena a čekala na další upgrade. V červnu 2017 získala společnost Saab kontrakt na generálku a modernizaci zmíněné dvojice v loděnici Karlskrona. Samotné práce na korvetách začaly roku 2019 v loděnici Saab v Karlskroně. Program mimo jiné zahrnuje modernizovaný můstek, nový bojový řídící systém 9LV Mk.4, 3D radar Sea Giraffe AMB, navigační a komunikační systém, systém pro manipulaci s torpédy, sonar s měnitelnou hloubkou ponoru Kongsberg ST2400 a 57mm kanón Bofors Mk.IIIB. V rámci úspor hmotnosti byl naopak sejmut 40mm kanón. Modernizovanou korvetu Gävle námořnictvo převzalo v květnu 2022. Modernizace sesterské lodě Sundsvall má proběhnout do konce roku 2022.